# Amor gitano (telenovela mexicana)
Amor gitano es una telenovela mexicana producida y dirigida por Pedro Damián para Televisa en 1999 y se transmitió por el Canal de las estrellas desde mayo hasta julio de ese mismo año. Esta es una adaptación de la telenovela argentina Amor gitano original de Delia González Márquez y de la telenovela puertorriqueña La Mujer de Aquella Noche original de Olga Ruilópez.
Fue protagonizada por Mariana Seoane y Mauricio Islas, con las participaciones antagónicas de Alejandro Camacho, Nailea Norvind y Maya Mishalska; además de las actuaciones estelares de los primeros actores Manuel Ojeda, Raquel Olmedo, María Rubio y María Teresa Rivas. 
Esta historia nos cuenta el amor imposible de una condesa rica y un pobre gitano usando como trasfondo la época en la que México era parte del Virreinato de Nueva España y la población de gitanos llegados de España en aquel entonces.

## Argumento
En un lejano pasado donde las injusticias son pan de cada día, Rodolfo, Conde de Farnesio, vil señor feudal, se dispone a exigir su “derecho a la pernada” sobre una campesina y para eso irrumpe en la boda de la muchacha. Pero sus planes son interrumpidos por la llegada del noble Renzo el Gitano.
Pronto Renzo se verá obligado a defender a otra víctima del Conde de Farnesio. Se trata de la Marquesa Adriana de Astolfi que está siendo forzada por su familia a casarse con el Conde de Farnesio para salvarlos de la ruina económica. Para deshacerse del gitano, Rodolfo lo acusa de un crimen que no ha cometido y hace que lo deporten a la Isla de los Condenados, una infecta isla-prisión.
Allá lo sigue la Marquesa, que bajo la personalidad de “Luna” podrá amarlo libremente. Pero nuevamente, Rodolfo se interpone y los separa. Adriana, ahora amnésica, se cása con Rodolfo y se convierte en la condesa de Farnesio. 
En esa cárcel Renzo conoce a otra persona que está confinada allí injustamente, su nombre es Pedro Minelli, ellos dos establecen una gran amistad y logran escaparse de la cárcel, luego de nadar por muchas horas llegan a otra región y ahí Pedro le confiesa que él es Pedro, Conde de Minelli y que tiene un gran tesoro que le regalara a Renzo para que pueda regresar y recuperar a su amada Adriana.
Pedro y Renzo regresan a la villa, ahí Renzo le entrega al Príncipe Regente el testamento del Conde Minelli (Pedro se hace pasar por muerto y ahora se hace llamar Pietro Vendetta)  donde lo nombra heredero de su fortuna y de su título, gracias a este documento Renzo se convierte en el nuevo Conde Minelli.  Pedro le informa que tiene que correr y arruinar a su exesposa, la traicionera Astrid de Marnier, la cual al Pedro encontrarse preso ella manejaba su dinero y propiedades.   Bajo la identidad del Conde Monelli, Renzo regresa para rescatar a Adriana de Rodolfo.

## Elenco
- Mariana Seoane - Adriana de Astolfi, Marquesa de Astolfi, Condesa de Farnesio, Condesa de Minelli
- Mauricio Islas - Renzo "El Gitano", Conde de Minelli
- Alejandro Camacho - Rodolfo Farnesio, Conde de Farnesio
- Nailea Norvind - Isabel "Isa" Valenti
- María Rubio - Isolda
- Maya Mishalska - Astrid de Marnier, Condesa de Marnier, Condesa de Minelli, Condesa Vda. de Minelli
- Raquel Olmedo - Manina
- Manuel Ojeda - Pedro Minelli, Conde de Minelli
- María Teresa Rivas - Aya Petra
- Héctor Gómez - Bernal
- Roberto Palazuelos - Claudio
- Alberto Estrella - Jonás
- Khotan Fernández - Humberto de Astolfi, Marqués de Astolfi
- Susana González - Zokka
- Ana Layevska - María
- Valentino Lanús - Patricio
- Juan Carlos Colombo - Martín
- Mario Prudom - Renán
- Humberto Yáñez - Danilo
- Rubén Cerda - Fray Quintín
- Nuria Bages - Constanza de Astolfi, Marquesa Vda. de Astolfi
- Alec Von Bargen - Dino
- Eduardo Arroyuelo - Conde Daniel di Scarpa
- Karla Albarrán - Aya
- Iván Bronstein - Baltazar
- Andrea García - Lucrecia
- Sherlyn - Rosalinda
- Adriana Acosta - Cleopatra
- Gerardo Albarrán - Bernardo Le Baun
- Héctor Sánchez - Orlando
- Yadira Santana - Basiliza
- Enrique Borja Baena - Santiago
- Chao - Radú
- Alejandra Jurado - Aya Violeta
- Rafael Bazán - Florisel
- Alejandro Ávila
- Tania Vázquez
- Eduardo Iduñate
- Nayeli Dainzu

## Equipo de producción
- Historia original de: Delia González Márquez y Olga Ruilópez
- Libreto: María Cervantes Balmori, Katia Ramírez Estrada
- Supervisión y asesoría literaria: Blanca Peña
- Edición literaria: Rosario Velicia
- Tema: Amor gitano
- Autor: Jorge Avendaño
- Interpreta: Carlos Enrique Iglesias
- Música original: Jorge Avendaño
- Escenografía: Mirsa Paz
- Ambientación: Rafael Brizuela Venegas, Antonio Martínez
- Diseño de vestuario: Myriam Guerrero, Mabel Pavez
- Diseño de imagen: Televisa San Ángel
- Coordinación musical: Juan López Arellano
- Editores: Claudio González, Susana Valencia, Luis Horacio Valdés, Julio Abreu López
- Jefe de reparto: Martha Góngora
- Jefes de producción: Luis Arturo Rodríguez, Katian Rodríguez
- Jefe de locación: Emilio Rentería
- Coordinador de acción: Gerardo Albarrán
- Coordinadora de producción: Georgina Garibay García
- Gerentes de producción: Jaime Gutíerrez Cáceres, Emilio Rentería
- Gerente administrativo: Hernán Rentería
- Auxiliar administrativo: Luis Domingo Bernal G.
- Director de cámaras: Carlos Sánchez Ross
- Directores de escena: Luis Pardo, Eloy Ganuza
- Productora asociada: Georgina Castro Ruiz
- Productor y director general: Pedro Damián

## Otras versiones
Amor gitano es un remake de las siguientes telenovelas:
- La mujer de aquella noche (Puerto Rico, 1969) con Braulio Castillo, Gladys Rodríguez y Mona Marti.
- Amor gitano (Argentina, 1983) con Luisa Kuliok y Arnaldo André.

## Premios y nominaciones

### Premios TVyNovelas 2000
| Categoría                  | Persona                          | Resultado |
| -------------------------- | -------------------------------- | --------- |
| Mejor revelación femenina  | Mariana Seoane                   | Nominada  |
| Mejor dirección de cámaras | Pedro Damián Carlos Sánchez Ross | Ganadora  |
| Mejor escenografía         | Mirsa Paz                        | Ganadora  |